# Partit Socialista de Cantàbria
El Partit Socialista de Cantàbria - PSOE (PSC-PSOE) és la federació del PSOE en Cantàbria. La seva presidenta Blanca Rosa Gómez Morante ha estat l'alcaldessa de Torrelavega des de 1995 fins a 1999 i de 2003 fins a l'actualitat. La secretària general és Dolores Gorostiaga, que és la vicepresidenta de Cantàbria des de l'any 2003. Actualment, el PSC-PSOE forma part del Govern de Cantàbria al costat del Partit Regionalista de Cantàbria, amb el qual comparteix govern regional des de les eleccions autonòmiques de 2003. Izquierda Democrática Cántabra (IDCAN) es va integrar al PSC-PSOE en 2003.

## Resultats electorals
A les eleccions autonòmiques de 2003 el PSC-PSOE va obtenir 13 dels 39 escons, un total de 102.918 vots (29,91%). Juntament amb el PRC (8 escons) formaria govern, repartint-se les diferents conselleries (5 consellers del PSC-PSOE i 5 consellers del PRC). A les eleccions municipals del mateix any, el PSC-PSOE segueix sent la segona força política en la capital, Santander, però sense poder arrabassar la majoria absoluta vigent del PP.
A Torrelavega, Blanca Rosa Gómez Morante recupera l'ajuntament després d'un mandat (1999-2003) de Francisco Javier López Marcano (PRC) com a alcalde. El PSC-PSOE aconsegueix 256 regidors en aquestes eleccions municipals. En les eleccions autonòmiques de 2007 el PSC-PSOE perd bastants vots passant a ser la tercera força política amb 10 escons al Parlament de Cantàbria, veient-se superat pel PRC (12 escons). El PSC-PSOE aconsegueix en aquests comicis un total de 83.163 vots. De nou PSC-PSOE i PRC deixen fora del govern regional al PP (17 escons), i arriben a un acord parar formar govern. Igual que en 2003 es reparteixen el mateix nombre de conselleries.
En les eleccions municipals del mateix any contínua sent la segona força política quant a nombre de vots, tenint en el seu poder 245 regidors. A Santander amb Jesús Cabezón Alonso al capdavant del PSC-PSOE, no va haver grans canvis respecte als resultats electorals de 2003. El PP torna a assolir la majoria absoluta en la capital. A Torrelavega Blanca Rosa Gómez Morante es manté en l'ajuntament. El PSC-PSOE conta en l'actualitat amb 19 alcaldes i cogoverna en 10 ajuntaments més amb altres forces polítiques, a més de dos diputats en el Congrés i dos senadors (u d'ells, designat pel parlament de Cantàbria).

### Parlament de Cantàbria
| Any  | Líder              | Vots    | %      | #  | Escons  | +/– | Govern             |
| ---- | ------------------ | ------- | ------ | -- | ------- | --- | ------------------ |
| 1983 | Jaime Blanco       | 107,168 | 38.41% | 2n | 15 / 35 | —   | Oposició           |
| 1987 | Jaime Blanco       | 87,230  | 29.57% | 2n | 13 / 39 | 2   | Oposició (1987–90) |
| 1987 | Jaime Blanco       | 87,230  | 29.57% | 2n | 13 / 39 | 2   | Coalició (1990–91) |
| 1991 | Jaime Blanco       | 102,958 | 34.81% | 1r | 16 / 39 | 3   | Oposició           |
| 1995 | Julio Neira        | 80,464  | 25.14% | 2n | 10 / 39 | 6   | Oposició           |
| 1999 | Ángel Duque        | 105,004 | 33.08% | 2n | 14 / 39 | 4   | Oposició           |
| 2003 | Dolores Gorostiaga | 103,608 | 29.99% | 2n | 13 / 39 | 1   | Coalició           |
| 2007 | Dolores Gorostiaga | 84,982  | 24.54% | 3r | 10 / 39 | 3   | Coalició           |
| 2011 | Dolores Gorostiaga | 55,541  | 16.36% | 3r | 7 / 39  | 3   | Oposició           |
| 2015 | Eva Díaz Tezanos   | 45,653  | 14.04% | 3r | 5 / 35  | 2   | Coalició           |
| 2019 | Pablo Zuloaga      | 57,383  | 17.61% | 3r | 7 / 35  | 2   | Coalició           |
| 2023 | Pablo Zuloaga      | 66,250  | 20.60% | 3r | 8 / 35  | 1   | Oposició           |

### Corts Generals
| Any       | Cantàbria | Cantàbria | Cantàbria | Cantàbria | Cantàbria | Cantàbria | Cantàbria |
| Any       | Congrés   | Congrés   | Congrés   | Congrés   | Congrés   | Senat     | Senat     |
| Any       | Vots      | %         | #         | Diputats  | +/–       | Senadors  | +/–       |
| --------- | --------- | --------- | --------- | --------- | --------- | --------- | --------- |
| 1977      | 67,611    | 26.37%    | 2n        | 1 / 5     | —         | 1 / 4     | —         |
| 1979      | 78,512    | 30.28%    | 2n        | 2 / 5     | 1         | 1 / 4     | =         |
| 1982      | 135,987   | 45.00%    | 1r        | 3 / 5     | 1         | 3 / 4     | 2         |
| 1986      | 129,041   | 44.33%    | 1r        | 3 / 5     | =         | 3 / 4     | =         |
| 1989      | 119,352   | 40.07%    | 1r        | 3 / 5     | =         | 3 / 4     | =         |
| 1993      | 122,418   | 37.17%    | 1r        | 3 / 5     | =         | 3 / 4     | =         |
| 1996      | 123,940   | 35.61%    | 2n        | 2 / 5     | 1         | 1 / 4     | 2         |
| 2000      | 111,556   | 33.47%    | 2n        | 2 / 5     | =         | 1 / 4     | =         |
| 2004      | 149,906   | 40.87%    | 2n        | 2 / 5     | =         | 1 / 4     | =         |
| 2008      | 161,279   | 43.61%    | 2n        | 2 / 5     | =         | 1 / 4     | =         |
| 2011      | 88,624    | 25.23%    | 2n        | 1 / 5     | 1         | 1 / 4     | =         |
| 2015      | 78,460    | 22.41%    | 2n        | 1 / 5     | =         | 1 / 4     | =         |
| 2016      | 79,407    | 23.52%    | 2n        | 1 / 5     | =         | 1 / 4     | =         |
| 2019 (I)  | 90,534    | 25.21%    | 1r        | 2 / 5     | 1         | 3 / 4     | 2         |
| 2019 (II) | 76,028    | 23.24%    | 2n        | 1 / 5     | 1         | 1 / 4     | 2         |
| 2023      | 116,596   | 33.30%    | 2n        | 2 / 5     | 1         | 1 / 4     | =         |

### Parlament Europeu
| Any  | Cantàbria | Cantàbria | Cantàbria |
| Any  | Vots      | %         | #         |
| ---- | --------- | --------- | --------- |
| 1987 | 107,541   | 36.28%    | 1r        |
| 1989 | 97,044    | 40.29%    | 1r        |
| 1994 | 85,052    | 32.19%    | 2n        |
| 1999 | 107,218   | 34.26%    | 2n        |
| 2004 | 104,564   | 42.26%    | 2n        |
| 2009 | 98,907    | 39.91%    | 2n        |
| 2014 | 52,250    | 24.31%    | 2n        |
| 2019 | 117,508   | 37.52%    | 1r        |
| 2024 | 79,984    | 31.03     | 2n        |